# Зошит

Зошити і канцелярське приладдя.

Зо́шит, також зши́ток — один із паперових носіїв інформації, зшиті між собою кілька паперових аркушів, що утворюють тонку книжечку. Зазвичай формат зошиту дорівнює четвертій частині друкарського стандартного аркуша.
Зошит в друкарській практиці — декілька аркушів з надрукованим текстом або зображенням, складених (зфальцованих декілька разів) для отримання певного розміру й підібраних для отримання необхідної кількості сторінок у зошиті (найчастіше 32). Зошити, у свою чергу, збирають (зшивають) у книжковий блок.
На одній сторінці в шкільному арифметичному зошиті 1320 повних клітинок (згідно ДСТ 12063-89 та ДСТУ 4736:2007 розмір аркуша — 170×205 мм; за ідеальних умов друку та обрізки на сторінку могло б вміститися 1394 клітинки).

## Загальні відомості
Здебільшого зошити застосовуються в школах та інших навчальних закладах.
На задній титульній сторінці зошита написано кількість аркушів, можлива кількість — 12, 18, 24, 36, 48, 60 або 96 аркушів. Аркуші зошитів бувають різних типів, чисті (без позначки рядків), у лінійку, в клітинку, у косу лінійку.
На деяких зошитах є таблиця множення, абетка або інші довідкові матеріали для допомоги учням. Зазвичай на останній сторінці зошитів зазначають паперову фабрику, видавництво, іноді місто виробництва продукції.

## Типова конструкція

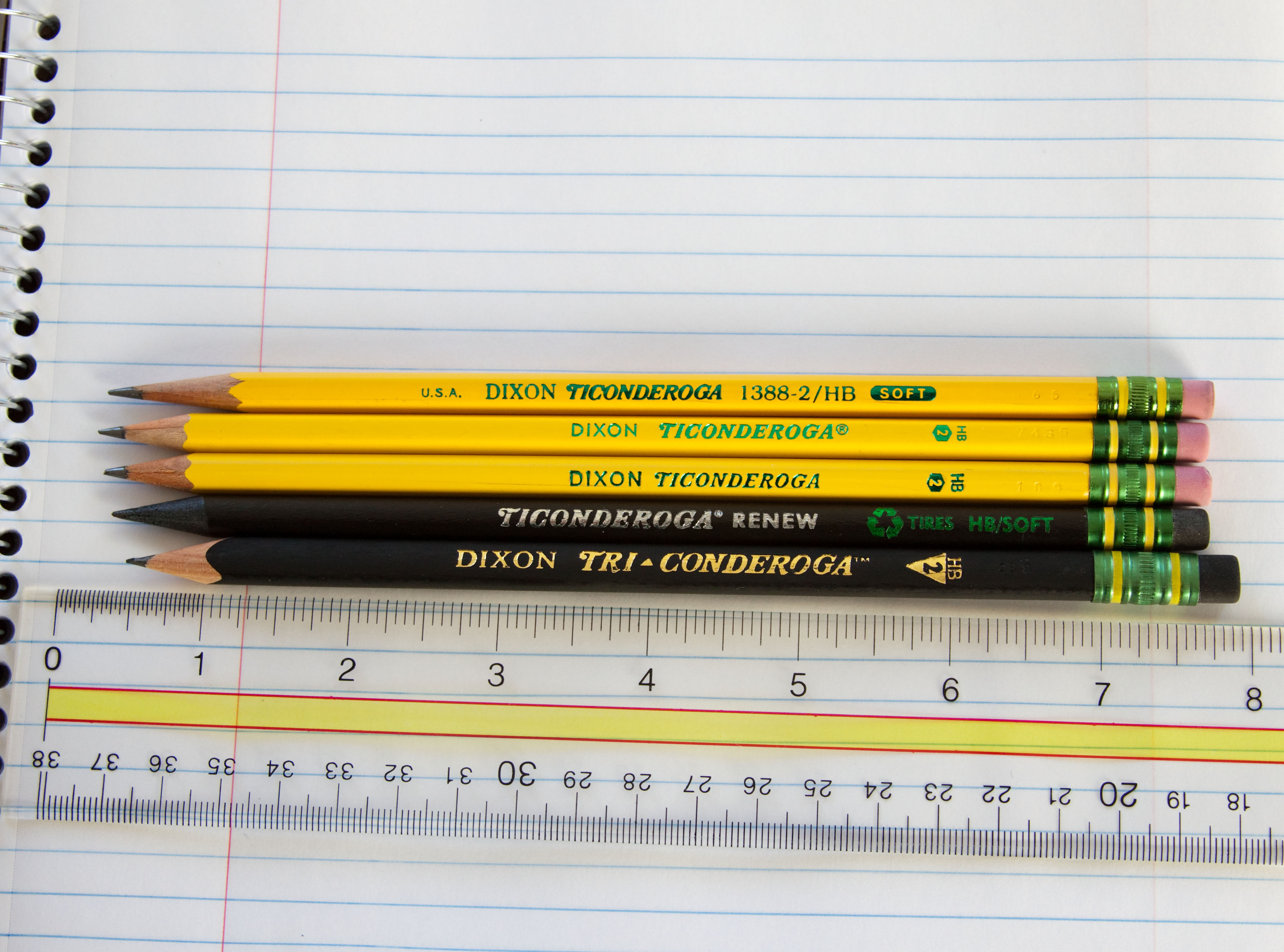

У зошиті декілька аркушів паперу поєднані з обкладинкою за допомогою клею, нитками або металевими скріпами, іноді тонким спіральним дротом. Кількість аркушів буває різною, але ця кількість теж нині стандартизована — 12, 18, 24, 48, 60, 96 тощо.
Зошит має дещо спільне з брошурою. На відміну від брошури (що вже пройшла процес друку і висвітлює якусь невелику тему), щойно виготовлений зошит залишений чистим, незаповненим ніякою інформацією.
Найбільшим накладом виготовляють учнівські зошити. Ними користуються школярі початкової, середньої та вищих шкіл. Зазвичай використовують увесь спектр зошитів від 12 до 96 аркушів у відповідності до завдань. У деяких школах вчителі проводять конкурси на найкращий учнівський зошит без виправлень і бруду. Як антитеза на виставку може потрапити також і погано використаний і забруднений зошит неохайного учня.
Друкарські фірми відмовились від спрощених форм обкладинок. Запропоновані різноманітні форми друку і обробки обкладинок — фактурні, ламіновані, орнаментальні і сюжетні, виготовлені за допомогою комп'ютерних технологій.
- Зошит 1930 р., вироблений у США

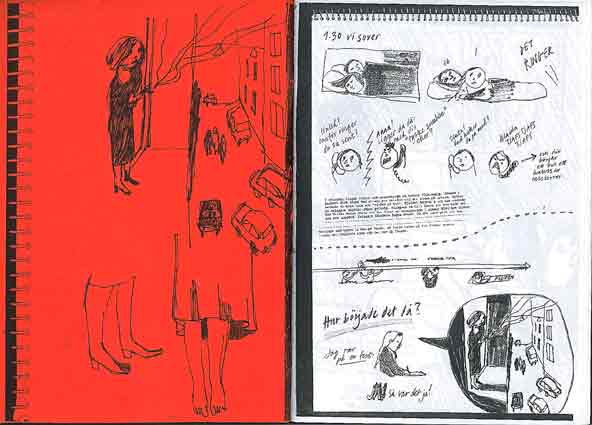
Зошит, поєднаний з блокнотом під одною обкладинкою  і перетворений на чернетку з малюнками
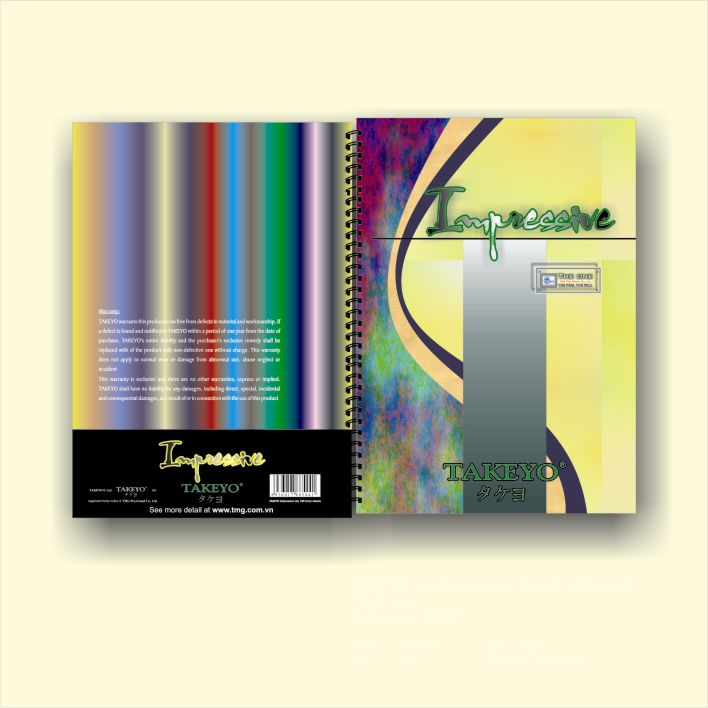
Японський зошит для нотаток

## Історія

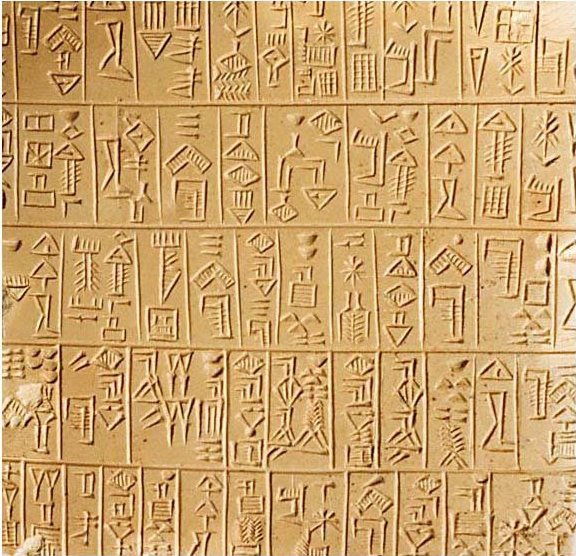
Шумерський клинопис, 24 століття до н. е.

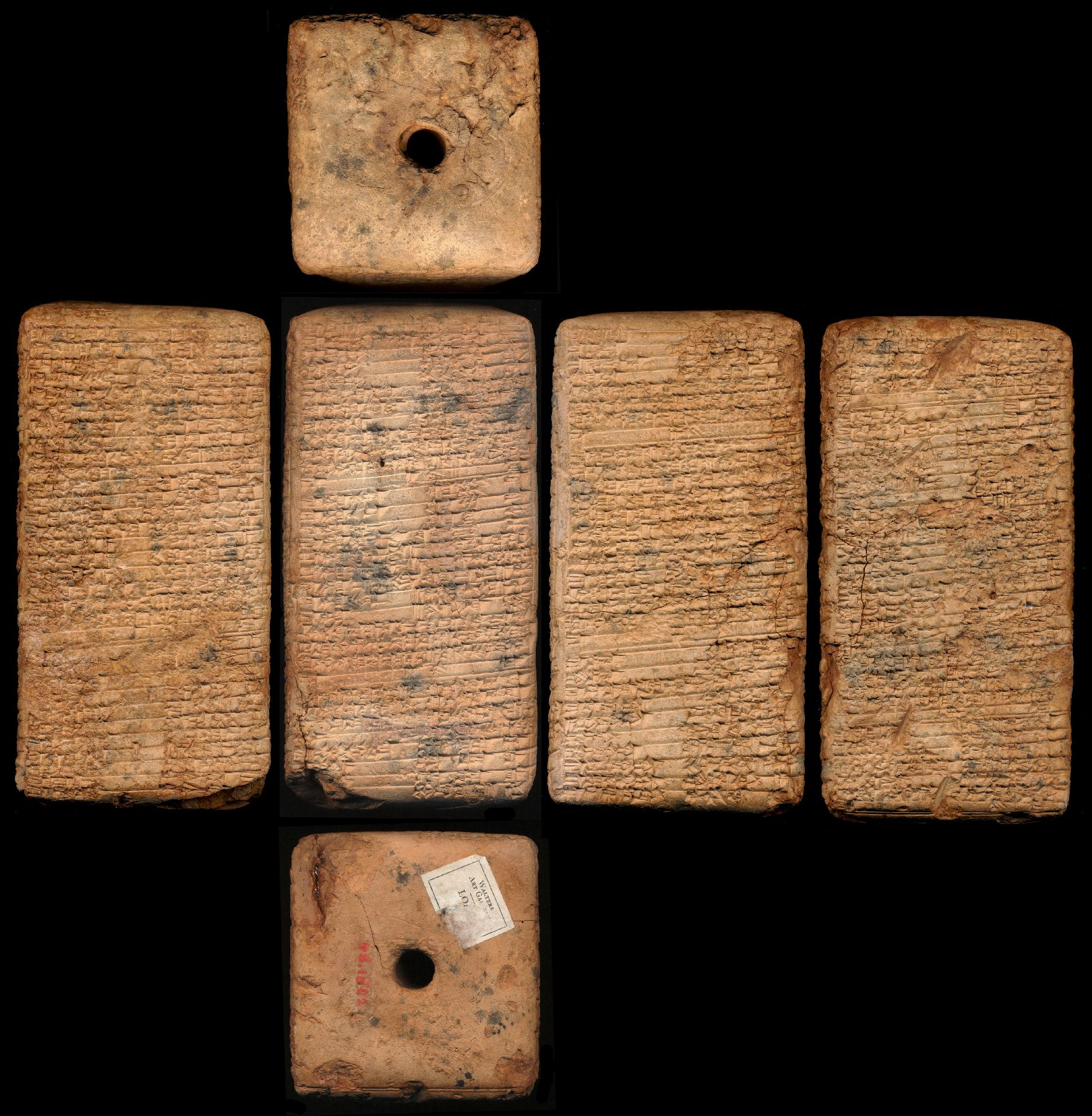
Запис шумерського гімну. До 1800 р до н. е. Художній музей Волтерс, США

Зошит не завжди мав сучасну паперову і стандартизовану форму, пройшовши довгий шлях пошуків і удосконалень вартісних і дешевих матеріалів для запису інформації. Серед них і папірус, від якого походить і українська назва паперу.
- Як носія інформації первісно використовували стіни печер, де збережені малюнки пращурів людей.
- Шумерська держава, небагата рослинами і природними копалинами, як носія інформації використовувала вологі глиняні коржі-таблички. Цей засіб отримав поширення близько 5 тисячоліть тому[3].

Після сушки чи випалення таблички набували довготривалості. Під час археологічних розкопок знайдені цілі «бібліотеки» шумерських і вавилонських глиняних табличок. Вони мали значне поширення через доступність і дешевизну сировини для тогочасного письма. Лише важливі царські накази або міждержавні угоди висікали на кам'яних стелах чи навіть скелях, що зробило їх унікальними письмовими джерелами. Обидві сировини (глина і камінь) мали власні недоліки, серед яких і значна вага носіїв.
- У Стародавньому Єгипті також поширення мали висікання рельєфів, малюнків і написів на кам'яних стінах храмів, обелісках і стелах, ігноруючи трудомісткість засобу, перекладеного на плечі небагатих художників і писарів.

Але пошук дешевого і легкого за вагою носія продовжився. Ним став віднайдений папірус. Початок виготовлення перших папірусів датують початком третього тисячоліття до н.е. Як сировину використовували трав'янисту рослину папірус. Стебла рослини обробляли і склеювали в сувої. Сувої були легкі і надали можливість створення довгих текстів, обмежених лише довжиною самого сувою. Рослину вважали царською, позаяк жмут її листя нагадував єгиптянам промені бога-Сонця, а трикутний стовбур рослини — силует піраміди. Від єгипетського слова «папірус» пізніше були утворені національні назви паперу: papier — у французів, Papier — німців, paper — в англійській мові, papel — в іспанській, папір — в українській.
Папірусні сувої мали власні недоліки: з часом вони помітно темніли і розпадались на фрагменти.
- Південні народи Європи почали використовувати для письма керамічні черепки, кістяні таблиці, смужки розкатаного свинцю.

Сьомим століттям до н. е. датують появу дерев'яних дощечок (одної, двох, чотирьох), вкритих воском. Написи робили гострим вістрям тонкої палички-стиля (також відомого як «писало»). Плаский зворотний кінець писала використовували для знищення непотрібного напису. Цей засіб був зручний для учнівських вправ і як аналог блокноту чи книжки для нотаток. Але він не годився для тривалого збереження текстів. Для їх збереження використовували єгипетські папіруси та пергамент, особливим засобом оброблених шкір тварин. Цей засіб, можливо, віднайдений у стародавній Персії, де користувались дефтером — обробленими і висушеними шкірами тварин, що не темніли з часом і не ламались. Пізніше дефтер мав поширення в грецькій державі Пергам, звідки був запозичений і європейцями. Пергамент дозволяв зберігати тексти досить довго, але мав трудомістку технологію виготовлення і не годився для масового використання. Тим не менше означені засоби носіїв письма мали поширення і зберегли власне значення впродовж європейського Середньовіччя, перейшовши від язичницьких античних цивілізацій до цивілізацій християнських.

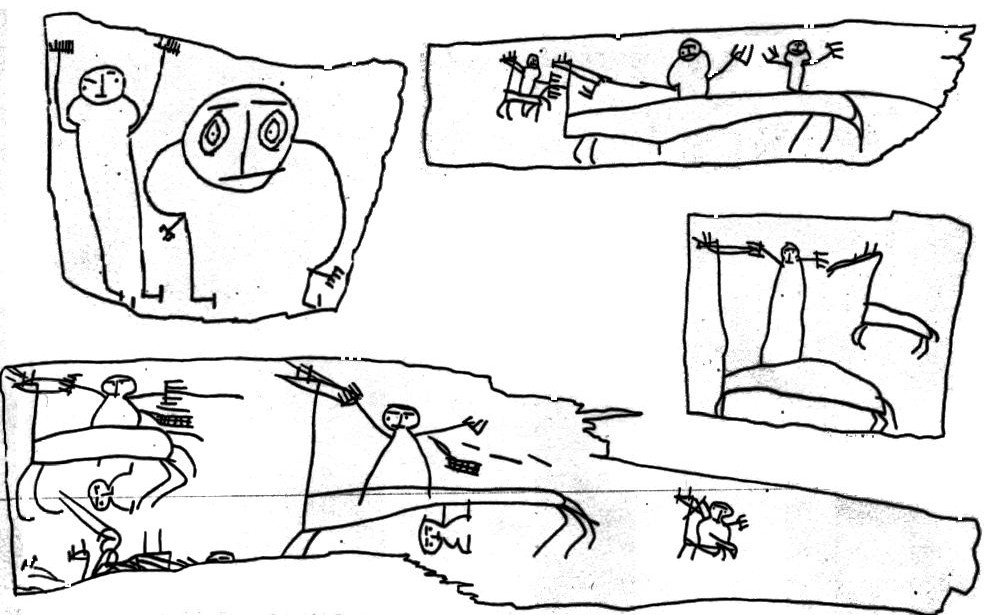
Малюнки хлопчика Онфима на бересті.

- У Новгородській державі мав поширення власний варіант сировини для масового письма — бересту. Берестяні грамоти, легкі і дешеві, непогано виконували роль носія тимчасової інформації, а також годилися як для учнівських вправ, так і для листування. Віднайдені і досліджені берестяні грамоти відкрили науковцям і історикам середини 20 ст. маловідомий світ побуту стародавніх новгородців, не збережений ні в літописах, ні в пергаментних рукописах.

- Власні носії інформації мали і стародавні держави Сходу.

«Зошитами» там слугували пласкі кістки тварин, шовк, бамбукові пластини, висушене листя пальм. Всі мали недоліки — шовк був досить дорогим, листя пальм горіли чи розпадались на шматки, «зошити» з бамбукових пластин були важкі, а їхні скріпи-мотузки перетирались від частого застосування.
- Винахід паперу пов'язаний з Китайською імперією.

Завдання знайти легкий матеріал для письма і малювання надав імператор Лю Чжао. Пошуки тривали, допоки чиновник Цай Лунь не підгледів засіб виготовлення гнізд паперовими осами. Комахи використовували деревину, яку довго жували та склеювали власною слиною. Після висихання сировина ставала папером, легким і досить тривким. Технологія, запозичена у паперових ос, була використана в Китаї для виробництва нового матеріалу — паперу від 105 року нашої ери. Згодом винайшли різновиди паперу, від легкого і гідного всмоктувати багато рідин до твердих сортів, гідних слугувати ширмами чи навіть стінами в домівках японців.
- З кінця 14 ст. в країнах Західної Європи поширилося використання паперових млинів. Дешевий матеріал почали використовувати для друку книг і він витіснив всі інші. Згодом школи і університети Європи отримали дешеві книги і дешеві паперові зошити, що полегшило навчальні і наукові процеси.

Кінцем 14 ст. датують також появу нового роду мистецтва — гравюри на папері — найпізнішого серед інших. Західноєвропейська гравюра одразу отримала дешевий та простий матеріал, надзвичайно легкий для друку та розповсюдження.

## Вибраний перелік виробників зошитів
- Понінківська картонно-паперова фабрика (раніше ВАТ «Понінківський КПК»), смт. Понінки, Хмельницька область
- Одеська книжна фабрика
- Видавництво «Поділля», Вінницька область, смт. Літин, вул. Богдана Хмельницького,87[4]
- Київська фабрика технічного паперу і картону
- Фабрика «Светоч» ЛПО «Бумага»
- Добрушская бумажная фабрика «Герой труда»
- Каменногорская бумажная фабрика
- Бумажная фабрика им. Ю.Янониса, г. Каунас, Литовская ССР
- Видавництво «Школярик», м. Тернопіль.
- ТОВ. "Фірма "Графіка ", м. Дніпропетровськ, вул. Шинна, 8
- Львівська фабрика паперово-білових виробів «Бібльос», м. Львів, ул. Японська, 7.